# Apiales
Apiales este un ordin de plante cu flori al clasei Magnoliopsida.

## Caractere generale
- Dicotiledonate;
- Flori mici, grupate în inflorescențe sub formă de umbrelă;
- Flori dioice;
- Flori alcatuite din 4/5 petale.
- Fructrul este drupa.